# Bora (woreda)
Pour les articles homonymes, voir Bora (homonymie).
Bora est un woreda de la zone Misraq Shewa de la région Oromia, en Éthiopie. Le woreda a 58 748 habitants en 2007. Situé dans la vallée du Grand Rift au sud-ouest du lac Koka, il est desservi par la route A7 Mojo-Shashamané. Sa principale agglomération est Alem Tena.

## Situation
|       | Liben |                    |
|       | Bora  | Adama Zuria        |
| Dugda |       | Dodota (zone Arsi) |

## Population
Le woreda apparait au recensement de 2007 à la suite de la séparation de l'ancien woreda Dugda Bora, il compte alors 58 748 habitants et 19 % de la population est urbaine, la population urbaine correspondant aux 11 403 habitants d'Alem Tena.
En 2020, la population du woreda est estimée, par projection des taux de 2007, à 72 220 personnes.

## Culture de l'oignon
La culture de l'oignon s'étend sur 1 950 ha dans le woreda. À la fin des années 2010, des agriculteurs du woreda expérimentent avec succès l'utilisation de la jacinthe d'eau — une plante invasive qui infeste le lac Koka et les zones irriguées de la région — comme paillis pendant l'étape de germination des oignons, ce qui les amène à récolter des volumes significatifs de la plante invasive. Localement, chaque hectare cultivé en oignons contribuerait ainsi à nettoyer annuellement plus de 6 ha de jacinthe d'eau.